# 伊莫茨基
伊莫茨基是克羅地亞的城鎮，位於該國南部，毗鄰與波斯尼亞和黑塞哥維那接壤的邊境，由斯普利特-達爾馬提亞縣負責管轄，面積73.25平方公里，海拔高度395米，該地區自新石器時代有人類居住，2011年人口10,902。

## 外部連結
- at Grad Imotski （页面存档备份，存于）
- Imotske novine
- Imotski forum
- extensive overview（页面存档备份，存于）